# Mattress Performance (Carry That Weight)

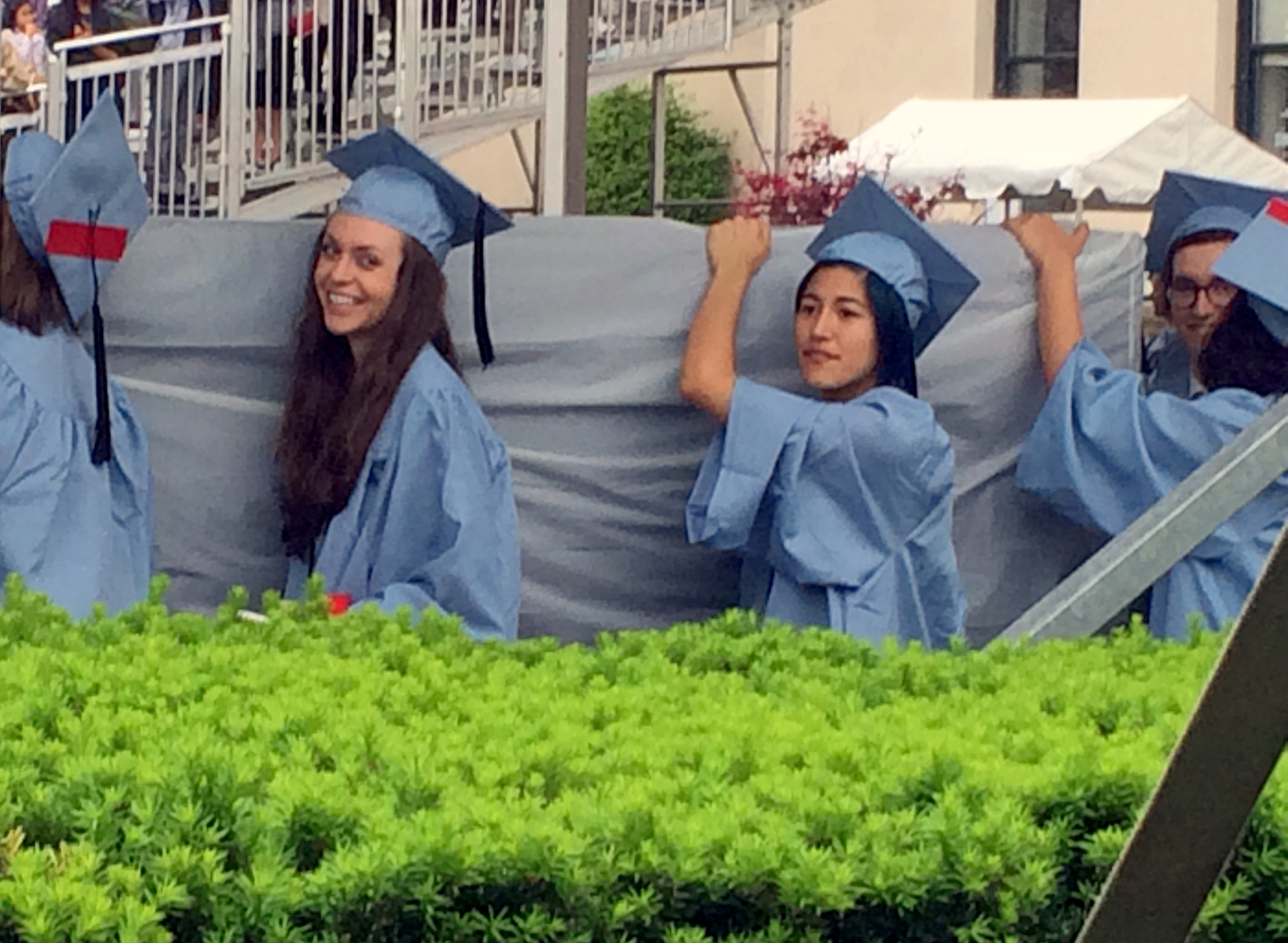
Mattress Performance (Carry That Weight) auf der Abschlussfeier der Columbia University am 19. Mai 2015 (Sulkowicz: Mitte rechts)

Mattress Performance (Carry That Weight) war die Abschlussarbeit von Emma Sulkowicz (* 1992), einer US-amerikanischen Kunststudentin, an der Columbia University in New York City. Die Performance, bei der Sulkowicz eine blaue Matratze ständig mit sich trug, um gegen sexuelle Gewalt, die ihr persönlich widerfahren sein soll, zu demonstrieren, erregte ab September 2014 bis Mai 2015 weltweite Aufmerksamkeit. Sulkowicz behauptet, im August 2012 von einem deutschen Mitstudenten auf einer ähnlichen Matratze vergewaltigt worden zu sein. Bereits vor Beginn der Performance hatte eine mehrmonatige Prüfung der Universität eine Anzeige Sulkowicz’ gegen den Mitstudenten als unbegründet abgewiesen; staatsanwaltliche Ermittlungen kamen später zum gleichen Ergebnis. 
Die Matratze wollte sie nach eigenen Angaben so lange tragen, bis der von ihr beschuldigte Student bestraft wird.
Im Mai 2015 kamen Details an die Öffentlichkeit, die erhebliche Zweifel an dem Vergewaltigungsvorwurf aufkommen ließen. Dabei gibt es offensichtlich Nachrichten per SMS und Facebook, in denen Sulkowicz nach der angeblichen Vergewaltigung dem von ihr Beschuldigten ihre Liebe versicherte. Eine Klage des Studenten gegen die Columbia University, nach der er unzureichend vor Verfolgungen durch Sulkowicz und ihrer Unterstützer geschützt worden sei, endete mit einem Vergleich.

## Hintergrund

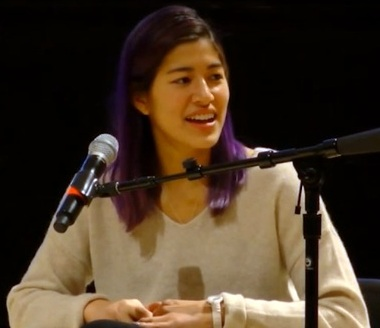
Emma Sulkowicz im Dezember 2014

Emma Sulkowicz traf den Studenten 2011. Im Frühjahr 2012 schliefen beide einvernehmlich zweimal miteinander, beschlossen aber, lieber Freunde zu bleiben. Im August 2012 trafen sich beide auf einer Party und gingen auf Sulkowicz Zimmer. Dort, so behauptete sie, habe er sie geschlagen, gewürgt und, obwohl sie laut schrie, anal vergewaltigt. Laut Aussage des Studenten hatten sie stattdessen einvernehmlichen Analverkehr, woraufhin er die Nacht über bei ihr blieb und morgens leise ging. 
Zwei Tage nach der angeblichen Vergewaltigung schrieb sie am 29. August 2012 auf Facebook, dass sie ihn sehen wolle: „Wir haben schon lange keine Paul-Emma-Chill-session gehabt.“ Am 4. Oktober folgte: „I love you Paul. Where are you!?!?!?!?!“ 
Acht Monate später zeigte Sulkowicz ihn als Vergewaltiger bei der Universität, aber nicht bei der Polizei an. Im Anschluss daran kam es im Verlauf von sieben Monaten zu Verhören durch die Universität. Eine Anwesenheit eines Rechtsanwalts ist bei solchen Untersuchungen nicht gestattet. Eine medizinische Untersuchung von Sulkowicz oder eine Spurenanalyse der Matratze fand nicht statt. Im November 2013 wurden die Vorwürfe abgewiesen. Im Mai 2014 wurde der Student auf Flyern und in Graffiti als „Serienvergewaltiger“ bezeichnet.
Knapp zwei Jahre nach der angeblichen Tat zeigte Sulkowicz ihn bei der Polizei an. Der Student wurde von der New Yorker Staatsanwaltschaft verhört. Ermittlungen wurden nicht aufgenommen. Sulkowicz zog ihre Anzeige zurück. Das Verfahren sei ihr zu langwierig. Kurz darauf startete Sulkowicz ihre Performance Carry that Weight, bei der sie die Matratze über den Campus schleppte, auf der er sie vergewaltigt habe.

## Rechtsstreit
Der Student verklagte am 23. April 2015 die Columbia University, deren Beirat, deren Präsidenten Lee C. Bollinger und Sulkowiczs betreuenden Kunstprofessor Jon Kessler vor dem United States District Court des Bundesgerichtsbezirks New York wegen Diskriminierung auf Schadenersatz. Die Columbia-Universität beantragte, die Klage abzuweisen. Ein Bundesrichter entsprach am 11. März 2016 dem Antrag der Universität, da die Voraussetzungen einer erfolgreichen Klage des Studenten nach dem "Title IX" nicht vorliegen würden.
Der Student ging daraufhin in Berufung. Das Verfahren endete im Juli 2017 mit einem Vergleich, in dessen Rahmen sich die Columbia University offiziell bei dem Studenten entschuldigt, seine "akademischen und persönlichen Erfolge" als John Jay Scholar lobt und  ihm zudem als Ausgleich für den mangelnden Schutz während seines Studiums nach seiner Entlastung angesichts fortbestehender persönlicher Angriffe und Beleidigungen Sulkowicz' und ihrer Unterstützer auf dem Campus einen Schadensersatz in unbekannter Höhe zahlte.

## Öffentliche Wahrnehmung
Die Performance sorgte für internationale Aufmerksamkeit. Das New York Magazine zeigte Sulkowicz mit ihrer Matratze im Herbst 2014 auf der Titelseite. Hillary Clinton äußerte sich in dieser Ausgabe zu dem Fall mit „That image should haunt all of us“ (dt. ‚Dieses Bild sollte uns alle verfolgen‘). 
Der Student bestritt die Vorwürfe und sprach von einer Liebesbeziehung mit Sulkowicz, wofür er auch SMS von Sulkowicz aufführen konnte. Er verklagte die Columbia University, da er nicht vor den öffentlichen Anschuldigungen und der Protestaktion geschützt wurde. Sulkowicz zeigte den Studenten 2013 an, wobei zwei weitere Studentinnen ihm darüber hinaus ebenfalls sexuellen Missbrauch vorwarfen. Die Universität befand den Studenten jedoch in allen drei Fällen für unschuldig.
Im Mai 2015 kamen Details der Klage des deutschen Studenten an die Öffentlichkeit, die erhebliche Zweifel an dem Vergewaltigungsvorwurf aufkommen ließen. Es gab Nachrichten per SMS und Facebook, in denen Sulkowicz nach der angeblichen Vergewaltigung dem von ihr Beschuldigten offensichtlich ihre Liebe versicherte.

## Folgeprojekt
Im Juni 2016 veröffentlichte Emma Sulkowicz das Video Ceci N’est Pas Un Viol (frz. Dies ist keine Vergewaltigung, angelehnt an Magrittes Ceci n’est pas une pipe). Darin ist in expliziten Bildern zu sehen, wie sie in einem Zimmer eines Studentenheimes Sex mit einem Mann hat, der sie dann schlägt, würgt und anal vergewaltigt. In einer ersten Version trug das im Stil von Überwachungskameras aufgenommene Video den Zeitstempel 27. August 2012, das Datum, an dem sie gemäß ihren Angaben vom deutschen Studenten vergewaltigt worden sei, später wurde das Datum unkenntlich gemacht.